# یناکیف
یناکیف (انگلیسی: Yenakiyeve) شرکت فولاد اوکراینی است، که در سال ۱۸۹۵ تأسیس شد.